# Volley Millenium Brescia 2022-2023
Questa voce raccoglie le informazioni riguardanti la Volley Millenium Brescia nelle competizioni ufficiali della stagione 2022-2023.

## Stagione
Nella stagione 2022-23 la Volley Millenium Brescia assume la denominazione sponsorizzata di Valsabbina Millenium Brescia.
Partecipa per la quarta volta, la seconda consecutiva, alla Serie A2; chiude il girone A della regular season al secondo posto in classifica, qualificandosi per la pool promozione dove giunge al quarto posto: nei play-off promozione viene sconfitta nella serie di finale dalla Trentino.
A seguito del primo posto in classifica al termine del girone di andata, si qualifica per la Coppa Italia di Serie A2 venendo sconfitta in finale dal Roma Club.

## Organigramma societario
Area direttiva
- Presidente: Roberto Catania
- Direttore generale: Emanuele Catania
- Team manager: Paolo Biasin, Stefano Vivaldi
- Addetto arbitri: Ivano Toffano

Area tecnica
- Allenatore: Alessandro Beltrami
- Allenatore in seconda: Mattia Cozzi
- Assistente allenatore: Simone Truzzi
- Scout man: Marco Bolzoni

Area comunicazione
- Responsabile comunicazione: Daniele Bianchin
- Fotografo: Massimo Bandera

Area sanitaria
- Medico: Laura Savoldini
- Preparatore atletico: Juosif Shaker
- Ortopedico: Pierfrancesco Bettinsoli
- Fisioterapista: Viola Brontesi, Fabio Leali
- Massoterapista: Marco Ghisini

## Rosa
| N° | Nome               | Ruolo | Data di nascita  | Nazionalità sportiva |
| -- | ------------------ | ----- | ---------------- | -------------------- |
| 1  | Sophie Blasi       | L     | 16 dicembre 2002 | Italia               |
| 2  | Bianca Orlandi     | S     | 26 aprile 2003   | Italia               |
| 5  | Jennifer Boldini   | P     | 6 aprile 1999    | Italia               |
| 7  | Claudia Consoli    | C     | 4 febbraio 2002  | Italia               |
| 8  | Alice Torcolacci   | C     | 27 febbraio 2000 | Italia               |
| 9  | Lea Cvetnić        | S     | 2 febbraio 1999  | Croazia              |
| 10 | Alice Pamio        | S     | 15 gennaio 1998  | Italia               |
| 11 | Josephine Obossa   | O     | 20 maggio 1999   | Italia               |
| 13 | Matilde Munarini   | C     | 3 giugno 2004    | Italia               |
| 15 | Serena Scognamillo | L     | 24 febbraio 2001 | Italia               |
| 16 | Aurora Zorzetto    | S     | 1º febbraio 2003 | Italia               |
| 17 | Elena Foresi       | P     | 6 luglio 2000    | Italia               |
| 18 | Sonia Ratti        | O     | 3 maggio 2001    | Italia               |

## Mercato
| Acquisti | Acquisti         | Acquisti             | Acquisti   |
| R.       | Nome             | da                   | Modalità   |
| -------- | ---------------- | -------------------- | ---------- |
| P        | Jennifer Boldini | Pro Victoria         | definitivo |
| C        | Claudia Consoli  | Adolfo Consolini     | definitivo |
| P        | Elena Foresi     | Olimpia Teodora      | definitivo |
| C        | Matilde Munarini | Imoco                | definitivo |
| O        | Josephine Obossa | Talmassons           | definitivo |
| S        | Bianca Orlandi   | Montecchio Maggiore  | definitivo |
| S        | Alice Pamio      | Roma Club            | definitivo |
| O        | Sonia Ratti      | Lecco Picco          | definitivo |
| C        | Alice Torcolacci | Olimpia Teodora      | definitivo |
| S        | Aurora Zorzetto  | Libertas Martignacco | definitivo |

| Cessioni | Cessioni           | Cessioni             | Cessioni   |
| R.       | Nome               | a                    | Modalità   |
| -------- | ------------------ | -------------------- | ---------- |
| S        | Giulia Bartesaghi  | Offanengo            | definitivo |
| S        | Marika Bianchini   | Roma Club            | definitivo |
| C        | Anna Caneva        | Talmassons           | definitivo |
| C        | Michela Ciarrocchi | Roma Club            | definitivo |
| C        | Silvia Fondriest   | Trentino             | definitivo |
| P        | Beatrice Giroldi   | Mondovì              | definitivo |
| P        | Rachele Morello    | Chieri '76           | definitivo |
| S        | Rebecca Piva       | Casalmaggiore        | definitivo |
| O        | Giorgia Sironi     | Libertas Martignacco | definitivo |
| S        | Alice Tanase       | Montecchio Maggiore  | definitivo |

## Risultati

### Serie A2

#### Girone di andata
| 1ª Giornata - 23 ottobre 2022 PalaGeorge, Montichiari               | Millenium Brescia | 3 - 0 | Trentino          | 25-20, 29-27, 25-20               |
| 2ª Giornata - 30 ottobre 2022 PalaPaganelli, Sassuolo               | Idea Sassuolo     | 3 - 2 | Millenium Brescia | 24-26, 27-25, 22-25, 25-16, 15-12 |
| 3ª Giornata - 6 novembre 2022 PalaGeorge, Montichiari               | Millenium Brescia | 3 - 1 | Futura Giovani    | 25-21, 21-25, 25-15, 25-21        |
| 4ª Giornata - 9 novembre 2022 PalaBione, Lecco                      | Lecco Picco       | 0 - 3 | Millenium Brescia | 25-27, 19-25, 14-25               |
| 5ª Giornata - 13 novembre 2022 PalaGeorge, Montichiari              | Millenium Brescia | 3 - 1 | Mondovì           | 25-17, 19-25, 25-15, 25-22        |
| 6ª Giornata - 20 novembre 2022 PalaGeorge, Montichiari              | Millenium Brescia | 3 - 1 | Offanengo         | 25-19, 25-16, 22-25, 25-15        |
| 7ª Giornata - 23 novembre 2022 PalaRadi, Cremona                    | Esperia           | 0 - 3 | Millenium Brescia | 17-25, 16-25, 20-25               |
| 8ª Giornata - 27 novembre 2022 PalaGeorge, Montichiari              | Millenium Brescia | 3 - 0 | Hermaea           | 25-15, 25-21, 25-22               |
| 9ª Giornata - 4 dicembre 2022 PalaFrancescucci, Casnate con Bernate | Alba              | 3 - 0 | Millenium Brescia | 25-23, 25-15, 25-18               |
| 10ª Giornata - 10 dicembre 2022 Centro Pavesi, Milano               | Club Italia       | 0 - 3 | Millenium Brescia | 21-25, 17-25, 18-25               |
| 11ª Giornata - 18 dicembre 2022 PalaGeorge, Montichiari             | Millenium Brescia | 3 - 0 | Montale           | 26-24, 25-13, 25-22               |

#### Girone di ritorno
| 12ª Giornata - 27 dicembre 2022 PalaSanbapolis, Trento                  | Trentino          | 3 - 0 | Millenium Brescia | 25-20, 25-21, 25-17               |
| 13ª Giornata - 8 gennaio 2023 PalaGeorge, Montichiari                   | Millenium Brescia | 1 - 3 | Idea Sassuolo     | 28-30, 25-23, 22-25, 23-25        |
| 14ª Giornata - 14 gennaio 2023 PalaBorsani, Castellanza                 | Futura Giovani    | 2 - 3 | Millenium Brescia | 25-19, 26-24, 18-25, 24-26, 13-15 |
| 15ª Giornata - 21 febbraio 2023 PalaGeorge, Montichiari                 | Millenium Brescia | 3 - 1 | Lecco Picco       | 25-21, 24-26, 25-22, 25-14        |
| 16ª Giornata - 22 gennaio 2023 PalaManera, Mondovì                      | Mondovì           | 3 - 1 | Millenium Brescia | 25-21, 25-16, 23-25, 25-19        |
| 17ª Giornata - 5 febbraio 2023 PalaCoim, Offanengo                      | Offanengo         | 1 - 3 | Millenium Brescia | 20-25, 25-23, 17-25, 22-25        |
| 18ª Giornata - 8 febbraio 2023 PalaGeorge, Montichiari                  | Millenium Brescia | 3 - 0 | Esperia           | 25-19, 25-21, 26-24               |
| 19ª Giornata - 12 febbraio 2023 Geopalace, Olbia                        | Hermaea           | 1 - 3 | Millenium Brescia | 21-25, 19-25, 27-25, 23-25        |
| 20ª Giornata - 18 febbraio 2023 PalaGeorge, Montichiari                 | Millenium Brescia | 3 - 0 | Alba              | 25-17, 25-17, 25-15               |
| 21ª Giornata - 26 febbraio 2023 PalaGeorge, Montichiari                 | Millenium Brescia | 3 - 1 | Club Italia       | 25-20, 25-21, 22-25, 25-19        |
| 22ª Giornata - 5 marzo 2023 Palestra Vezio Magagni, Castelnuovo Rangone | Montale           | 3 - 0 | Millenium Brescia | 25-11, 25-20, 26-24               |

#### Pool promozione
| 1ª Giornata - 12 marzo 2023 PalaGeorge, Montichiari                            | Millenium Brescia | 3 - 1 | Libertas Martignacco | 26-24, 25-13, 23-25, 25-19        |
| 2ª Giornata - 19 marzo 2023 Palazzetto dello Sport, Guidonia Montecelio        | Roma Club         | 2 - 3 | Millenium Brescia    | 25-15, 23-25, 25-10, 23-25, 13-15 |
| 3ª Giornata - 26 marzo 2023 PalaScoppa, Soverato                               | Soverato          | 3 - 2 | Millenium Brescia    | 23-25, 25-23, 25-13, 21-25, 15-8  |
| 4ª Giornata - 2 aprile 2023 PalaGeorge, Montichiari                            | Millenium Brescia | 3 - 2 | Montecchio Maggiore  | 24-26, 25-27, 25-17, 25-16, 15-13 |
| 5ª Giornata - 10 aprile 2023 PalaGeorge, Montichiari                           | Millenium Brescia | 3 - 1 | Talmassons           | 19-25, 25-17, 25-22, 25-17        |
| 6ª Giornata - 16 aprile 2023 Palazzetto dello Sport, San Giovanni in Marignano | Adolfo Consolini  | 3 - 1 | Millenium Brescia    | 25-13, 28-26, 21-25, 25-21        |

#### Play-off promozione
| Semifinali (gara 1) - 23 aprile 2023 Play Hall, Riccione     | Adolfo Consolini  | 3 - 1 | Millenium Brescia | 25-22, 25-22, 20-25, 25-23        |
| Semifinali (gara 2) - 26 aprile 2023 PalaGeorge, Montichiari | Millenium Brescia | 3 - 0 | Adolfo Consolini  | 25-19, 25-17, 25-16               |
| Semifinali (gara 3) - 30 aprile 2023 Play Hall, Riccione     | Adolfo Consolini  | 2 - 3 | Millenium Brescia | 23-25, 25-19, 28-30, 25-20, 10-15 |
| Finale (gara 1) - 6 maggio 2023 PalaTrento, Trento           | Trentino          | 3 - 1 | Millenium Brescia | 21-25, 25-17, 25-16, 25-18        |
| Finale (gara 1) - 10 maggio 2023 PalaGeorge, Montichiari     | Millenium Brescia | 1 - 3 | Trentino          | 19-25, 17-25, 25-19, 17-25        |

### Coppa Italia di Serie A2
| Quarti di finale - 18 gennaio 2023 PalaGeorge, Montichiari | Millenium Brescia | 3 - 2 | Mondovì        | 25-22, 25-22, 22-25, 21-25, 20-18 |
| Semifinali - 25 gennaio 2023 PalaGeorge, Montichiari       | Millenium Brescia | 3 - 1 | Futura Giovani | 25-22, 25-19, 22-25, 25-23        |
| Finale - 29 gennaio 2023 Unipol Arena, Casalecchio di Reno | Millenium Brescia | 0 - 3 | Roma Club      | 19-25, 20-25, 30-32               |

## Statistiche

### Statistiche di squadra
| Competizione             | Punti | In casa | In casa | In casa | In trasferta | In trasferta | In trasferta | Totale | Totale | Totale |
| Competizione             | Punti | G       | V       | P       | G            | V            | P            | G      | V      | P      |
| ------------------------ | ----- | ------- | ------- | ------- | ------------ | ------------ | ------------ | ------ | ------ | ------ |
| Serie A2                 | 11/48 | 16      | 14      | 2       | 17           | 8            | 9            | 33     | 22     | 11     |
| Coppa Italia di Serie A2 |       | 2       | 2       | 0       | 0            | 0            | 0            | 3      | 2      | 1      |
| Totale                   | -     | 18      | 16      | 2       | 17           | 8            | 9            | 36     | 24     | 12     |

G = partite giocate; V = partite vinte; P = partite perse 

### Statistiche dei giocatori
| Giocatore      | Serie A2 | Serie A2 | Serie A2 | Serie A2 | Serie A2 | Coppa Italia di Serie A2 | Coppa Italia di Serie A2 | Coppa Italia di Serie A2 | Coppa Italia di Serie A2 | Coppa Italia di Serie A2 | Totale | Totale | Totale | Totale | Totale |
| Giocatore      | P        | PT       | AV       | MV       | BV       | P                        | PT                       | AV                       | MV                       | BV                       | P      | PT     | AV     | MV     | BV     |
| -------------- | -------- | -------- | -------- | -------- | -------- | ------------------------ | ------------------------ | ------------------------ | ------------------------ | ------------------------ | ------ | ------ | ------ | ------ | ------ |
| S. Blasi       | 4        | 0        | 0        | 0        | 0        | 1                        | 0                        | 0                        | 0                        | 0                        | 5      | 0      | 0      | 0      | 0      |
| J. Boldini     | 33       | 115      | 65       | 33       | 17       | 3                        | 8                        | 4                        | 4                        | 0                        | 36     | 123    | 69     | 37     | 17     |
| C. Consoli     | 33       | 267      | 194      | 53       | 20       | 3                        | 30                       | 18                       | 10                       | 2                        | 36     | 297    | 212    | 63     | 22     |
| L. Cvetnić     | 32       | 411      | 346      | 24       | 41       | 3                        | 29                       | 26                       | 2                        | 1                        | 35     | 440    | 372    | 26     | 42     |
| E. Foresi      | 15       | 4        | 3        | 1        | 0        | 0                        | 0                        | 0                        | 0                        | 0                        | 15     | 4      | 3      | 1      | 0      |
| M. Munarini    | 24       | 17       | 9        | 8        | 0        | 0                        | 0                        | 0                        | 0                        | 0                        | 24     | 17     | 9      | 8      | 0      |
| J. Obossa      | 33       | 620      | 534      | 58       | 28       | 3                        | 57                       | 53                       | 2                        | 2                        | 36     | 677    | 587    | 60     | 30     |
| B. Orlandi     | 25       | 103      | 100      | 3        | 0        | 2                        | 7                        | 7                        | 0                        | 0                        | 27     | 110    | 107    | 3      | 0      |
| A. Pamio       | 30       | 228      | 198      | 13       | 17       | 3                        | 38                       | 33                       | 3                        | 2                        | 33     | 266    | 231    | 16     | 19     |
| S. Ratti       | 24       | 33       | 28       | 4        | 1        | 2                        | 7                        | 7                        | 0                        | 0                        | 26     | 40     | 35     | 4      | 1      |
| S. Scognamillo | 31       | 0        | 0        | 0        | 0        | 3                        | 0                        | 0                        | 0                        | 0                        | 34     | 0      | 0      | 0      | 0      |
| A. Torcolacci  | 33       | 309      | 193      | 94       | 22       | 3                        | 23                       | 14                       | 8                        | 1                        | 36     | 332    | 207    | 102    | 23     |
| A. Zorzetto    | 8        | 12       | 11       | 0        | 1        | 1                        | 1                        | 1                        | 0                        | 0                        | 9      | 13     | 12     | 0      | 1      |

P = presenze; PT = punti totali; AV = attacchi vincenti; MV = muri vincenti; BV = battute vincenti